# FC Metalurh Donetsk
El FC Metalurg Donetsk fou un club de futbol ucraïnès de la ciutat de Donetsk fundat l'any 1996 i que va jugar a la Lliga Premier de futbol ucraïnesa. Els seus partits com a local els jugava a l'estadi Metalurh Estadi si bé quan jugava competició europea ho feia al Xakhtar Estadi del Xakhtar Donetsk.

## Trajectòria
L'equip ha disputat 11 ocasions la Premier ucraïnesa, finalitzant 3r els anys 2002, 2003 i 2005. A causa de la Guerra al Donbàs l'equip es dissolgué el 10 de juliol de 2015, fusionant-se amb el club FC Stal Kamianske.

## Jugadors destacats
- Ricardo Ribeiro Fernandes
- Serhiy Atelkin
- Oleksandr Kosyrin
- Serhiy Shyschenko
- Yuri Virt
- Ara Hakobyan
- Yegishe Melikyan
- Bernard Tchoutang
- Georgi Demetradze
- Gocha Jamarauli
- Yaya Touré
- Ibrahim Touré
- Haruna Babangida
- Emmanuel Okoduwa
- Pius Ikedia
- Tony Alegbe
- Andrés Mendoza
- Marian Aliuţă
- Daniel Florea
- Jordi Cruyff
- Aílton

## Entrenadors
- Volodymyr Onyschenko (1997-1998)
- Volodymyr Gavrylov (1998)
- Igor Yavorsky (1999)
- Semen Altman (1999-2002)
- Oleksandr Sevydov (2003)
- Wim Vrosch (2003)
- Ton Kaanen (2003-2004)
- Slavoljub Muslin (2004-2005)
- Vitaly Shevchenko (2004-2005)
- Oleksandr Sevydov (2005)
- Stepan Matviiv (2006)
- Àngel "Pichi" Alonso (2006)
- Co Adriaanse (2006-2007)
- Jos Daerden (2007)
- Serhiy Yaschenko (2007-2008)
- Nikolay Kostov (2008-)